# Bisztynek
Bisztynek [bʲiʃˈtɨnɛk] (deutsch Bischofstein) ist eine Kleinstadt mit Sitz der Stadt-und-Land-Gemeinde Gmina Bisztynek in der polnischen Woiwodschaft Ermland-Masuren.

## Geographische Lage
Die Stadt  liegt im ehemaligen Ostpreußen  am Übergang der Allensteiner Seenplatte zur Schippenbeiler Tiefebene, etwa 18 km westlich von Rössel (Reszel), 42 km nordöstlich von Allenstein (Olsztyn) und 72 km südöstlich von Königsberg (Kaliningrad).
Neun Kilometer südlich liegt der etwa 8 km² große Lauternsee (Jezioro Luterskie) zu Füßen des 220 m hohen Voigtsdorfer Berges. Rund um die Stadt erheben sich zahlreiche kleinere Berge, und der Südosten wird von Nadelwäldern bedeckt.
Die Entfernung zur Grenze der russischen Exklave Oblast Kaliningrad im Norden beträgt 38 km.

## Geschichte

Bischofstein in Ostpreußen, östlich von Heilsberg, nordöstlich von Allenstein und südöstlich von Königsberg, auf einer Landkarte von 1908

Über viele Jahrhunderte bestimmte das Geschick des Fürstbistums Ermland auch die Entwicklung der Stadt. Ihre Entstehung unterscheidet sich aber erheblich von der ihrer Nachbarstädte Heilsberg und Rastenburg, die eng mit der Gründung des Bistums zusammenhängen und daher älter sind. Während diese Städte ihren Ursprung in bischöflichen Burgen aus dem Anfang des 14. Jahrhunderts haben, entwickelte sich Bischofstein aus einer dörflichen Siedlung, die der ermländische Vogt Bruno von Luter angelegt hatte und der er mit der Gründungsurkunde von 1346 den Namen Schönfließ verlieh. Da der Ort offenbar mehrheitlich von Prußen bewohnt war, setzte sich in der Folgezeit der prußische Name Strowangen durch. Ein Dorf war jedoch zu wenig für die Siedlungspläne des Bistums; denn es konnte den Raum zwischen den schon bestehenden Städten Heilsberg und Rößel nicht genügend ausfüllen. So veranlasste der ermländische Bischof Heinrich III. Sorbom die Gründung einer Stadt, die neben dem Dorf Strowangen errichtet werden sollte. Der in der Handfeste vom 30. April 1385 festgelegte Name Bischofstein nahm zum einen Bezug auf den Gründer und zum anderen auf einen in der Nähe befindlichen auffallend großen Findling, den so genannten „Griffstein“. Die Stadt erhielt zum Schutz eine feste Mauer mit drei Stadttoren; das Dorf Strowangen blieb zunächst außerhalb.

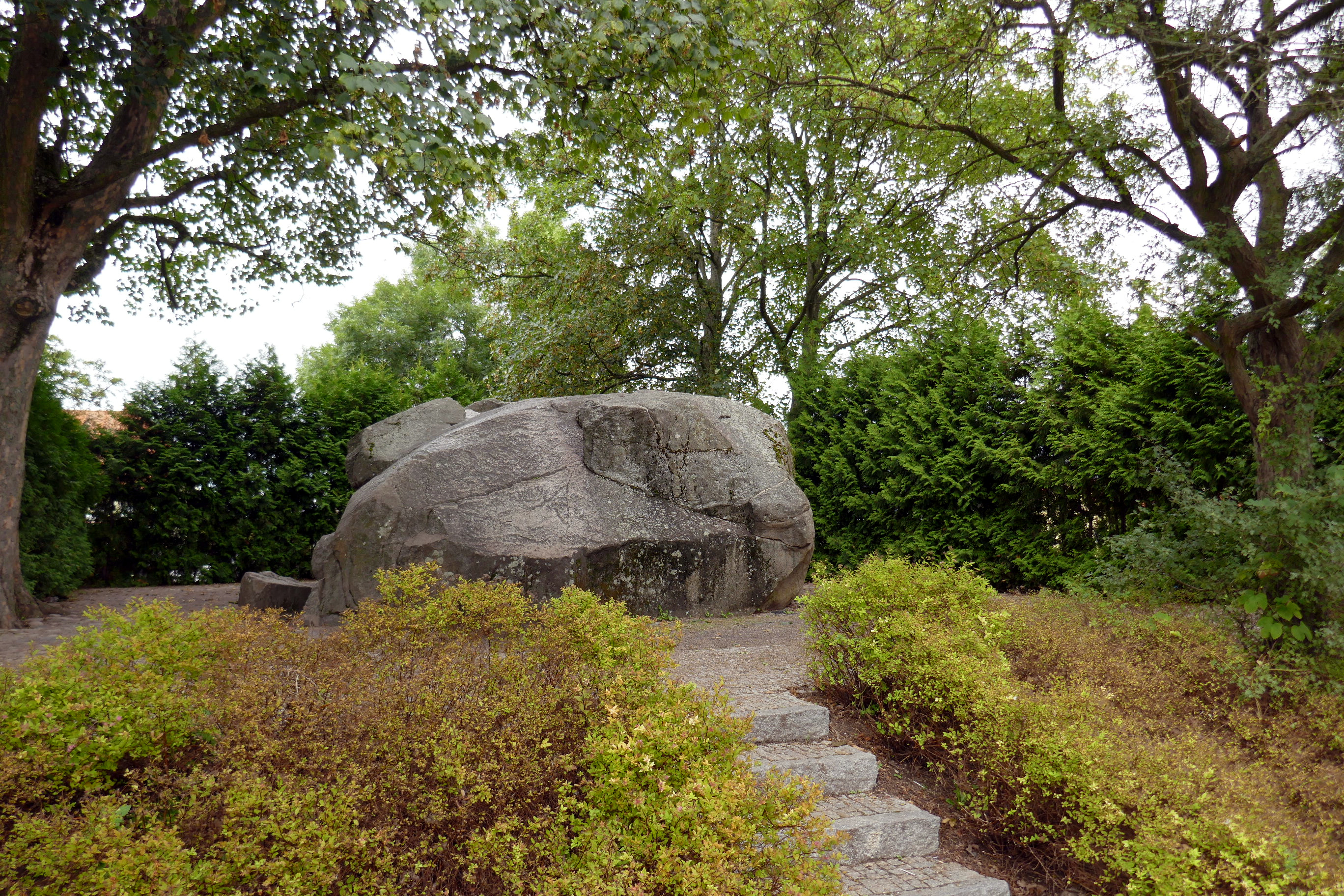
Der Griffstein

Im Jahr 1400 weihte Bischof Heinrich die aus Findlingen und Backsteinen errichtete Kirche dem Heiligen Matthias. Einer Legende zufolge floss dabei Blut aus einer Hostie, und dieses Ereignis wurde mit dem kurz darauf folgenden Tode des Bischofs in Verbindung gebracht und als Wunder ausgelegt. Bischofstein wurde daraufhin zum Wallfahrtsort. Der von 1424 bis 1457 residierende Bischof Franz Kuhschmalz war der Stadt besonders zugetan, denn mit seinem am 26. Dezember 1448 ausgestellten Privileg überließ er Bischofstein ein großes Waldgebiet zur Nutzung. Da Bischofstein nicht als Kammersitz vorgesehen war, blieb der Bau einer befestigten Burg aus und das Bistum ließ lediglich ein Amtshaus zur Stationierung seiner Beamten errichten, das erstmals 1429 als „Gerichtshof“ Erwähnung fand. Schon 1457 fiel das Gebäude einem Brand zum Opfer; das Bistum verzichtete jedoch auf den Wiederaufbau. Das Grundstück blieb aber über Jahrhunderte als „Richthof“ in der Erinnerung der Bewohner. Bischofstein blieb bis zur Preußenzeit dem Kammeramt Rößel unterstellt. Der Brand von 1457 hatte seine Ursache im dreizehn Jahre andauernden „Städtekrieg“, den der von Städten im Ordensstaat gegründete Preußische Bund von 1454 bis 1466 gegen den Deutschen Orden führte, um sich gegen die finanzielle Ausbeutung zu wehren. Der ermländische Bischof Paul von Legendorf hatte den Brand selbst befohlen, um die Stadt nicht in die Hände der Aufständischen fallen zu lassen. Der Wiederaufbau der Stadt dauerte über zwei Jahrzehnte und wurde am 5. März 1481 mit einer erneuerten Handfeste besiegelt.

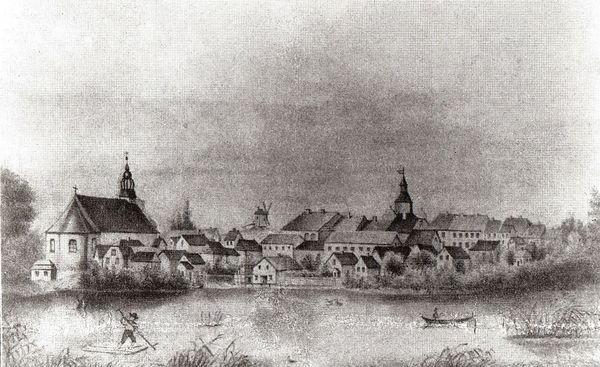
Bishofstein 1868

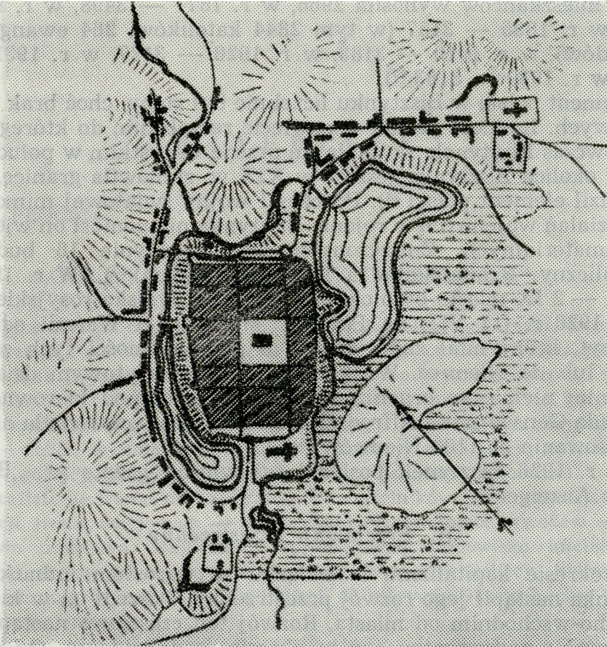
Stadtplan 1826–1828

Der Zweite Thorner Frieden von 1466, der den Städtekrieg beendete und die Niederlage des Ordens bestätigte, brachte Bischofstein zusammen mit dem Ermland unter polnische Herrschaft. Während des „Reiterkrieges“ von 1519 bis 1521 zwischen dem Deutschen Orden und Polen wurde Bischofstein von Söldner des Ordens erheblich zerstört. Ein weiteres Mal erlitt die Stadt großen Schaden, als am 9. Juni 1547 ein Feuer ausbrach. Im Jahr 1566 erhielt die Stadt das bischöfliche Privileg, wöchentlich einen Markt abzuhalten. Die Einwohner lebten im 16. und 17. Jahrhundert hauptsächlich vom Mühlen- und Gerbereigewerbe, das heimische Produkte verarbeitete. Am 12. April 1589 brach ein großes Feuer in der Stadt aus, vor dem nur die Kirche und das Pfarrhaus gerettet werden konnte. Im selben Jahr kam eine Pestepidemie über die Stadt, der viele Einwohner zum Opfer fielen. Während des ersten Schwedisch-Polnischen Krieges fielen 1626 schwedische Truppen in die Stadt ein und erzwangen die Abgabe von Lebensmitteln und Fuhrwerken. Von April bis November 1662 wütete erneut die Pest, an der diesmal über 700 Bewohner starben. Auch im dritten Schwedenkrieg (1700–1721) litt Bischofstein unter Truppendurchmärschen, und 1707 brannte die Stadt zum wiederholten Mal ab.
Mit der ersten polnischen Teilung von 1772, mit der die Wiedervereinigung Preußens einherging, kam Bischofstein mit dem Ermland unter preußische Herrschaft. Nachdem das ermländische Siedlungsverbot für evangelische Christen aufgehoben worden war, bekannten sich in Bischofstein 20 Familien zum lutherischen Glauben. Sie erhielten bereits 1773 das Recht, ihre Gottesdienste im Rathaussaal abzuhalten und konnten sich 1803 mit finanzieller Hilfe des preußischen Königs eine eigene Kirche bauen. Im Krieg mit Frankreich besetzten französische Truppen am 8. Januar 1807 Bischofstein, und zwei Generäle nahmen dort Quartier. Die Stadt hatte Kontributionszahlung zu leisten, die insgesamt 13.363 Taler betrugen. Nach ihrer Niederlage im Russlandfeldzug 1812 zogen noch einmal französische Soldaten durch Bischofstein, plünderten das städtische Vorratslager für Lebensmittel und entwendeten zahlreiche Transportmittel. Am 28. Mai 1812 bezog der preußische Thronfolger für einige Tage Quartier in der Stadt, während gleichzeitig der französische Marschall Ney das Pfarrhaus besetzt hielt. Als Ostpreußen 1813 für den Befreiungskrieg seine Landwehr aufstellte, schlossen sich ihr 217 Bischofsteiner Bürger an.

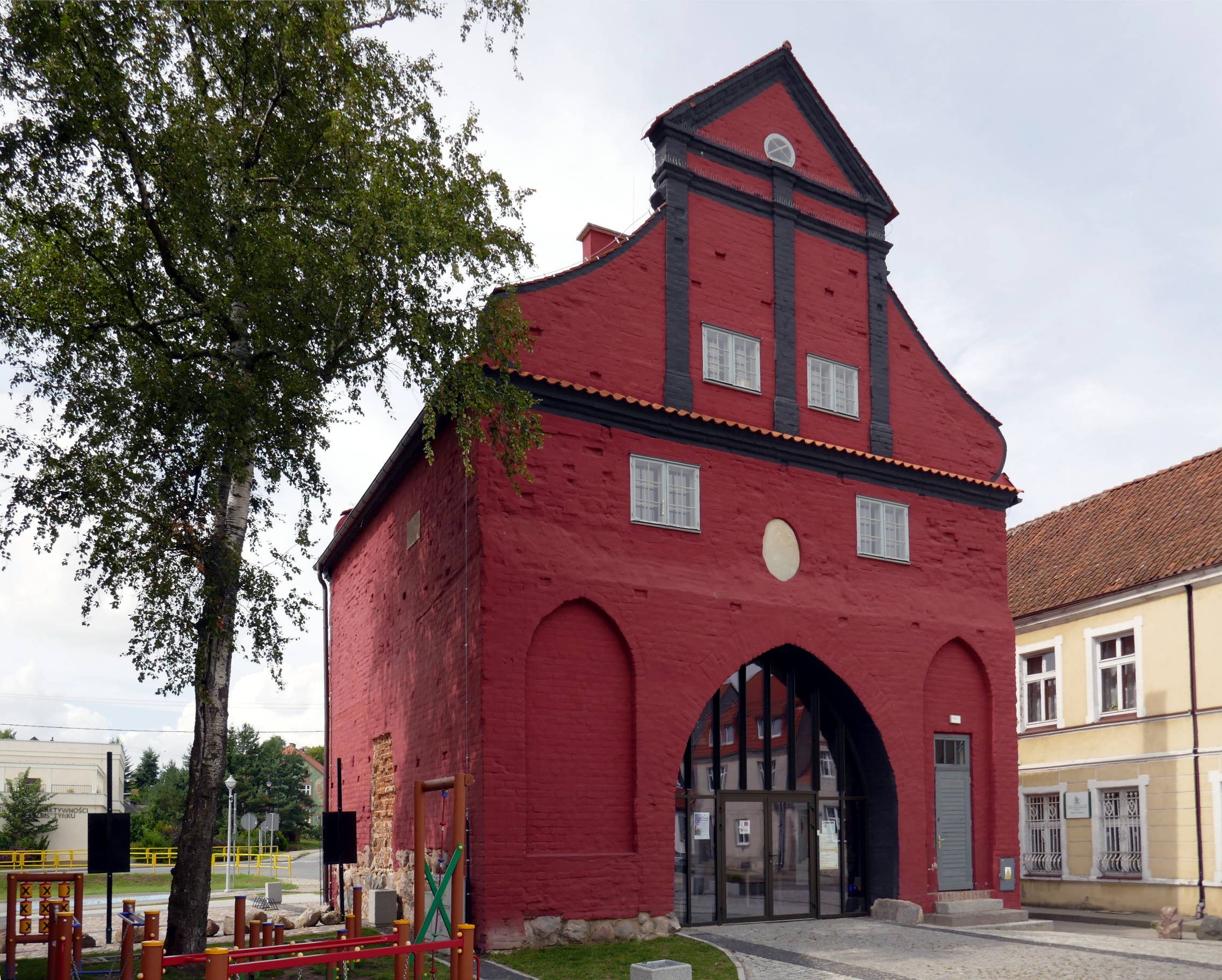
Stadttor (pol. Brama Lidzbarska)

Bei der Neuorganisation der Kreisverwaltung in Preußen wurde Bischofstein 1815 dem Kreis Rößel zugeordnet. Mitte des 19. Jahrhunderts lebten in der Stadt etwa 760 Familien, die hauptsächlich von der Landwirtschaft lebten. Hinzu kamen zahlreiche Töpfer, die am nahen Ziegelberg Ton von guter Qualität vorfanden. Um 1850 war Bischofstein an die neu gebaute Chaussee Bartenstein – Bischofsburg angeschlossen worden. Da aber der Eisenbahnanschluss erst 1908 mit der Strecke Heilsberg – Rößel erfolgte, siedelte sich in Bischofstein kaum Industrie an. So veränderten sich auch die Einwohnerzahlen nur geringfügig. 1852 hatte die Stadt 2966 Einwohner, die zu 90 % katholisch waren. 1910 lag die Einwohnerzahl bei 3183. Als nach dem Ersten Weltkrieg neben anderen südlichen Kreisen Ostpreußens auch im Kreis Rößel eine Volksabstimmung über die Zugehörigkeit zu Ostpreußen oder Polen durchgeführt werden musste, stimmten 2.581 Bischofsteiner für den Verbleib bei Ostpreußen, auf Polen entfielen keine Stimmen. Auch im 20. Jahrhundert blieb die Stadt nicht von großen Stadtbränden verschont, so 1909 und zuletzt 1939.
Im Jahr 1945 gehörte Bischofstein zum Landkreis Rössel im Regierungsbezirk Allenstein der Provinz Ostpreußen des Deutschen Reichs.
Im Zweiten Weltkrieg eroberte im Januar 1945 die Rote Armee Bischofstein, demontierte die Bahnlinie und brannte einen Teil der Stadt nieder. Danach überließ die sowjetische Besatzungsmacht die Stadt als „Okręg mazurski“ im März 1945 der Volksrepublik Polen zur Verwaltung. Diese benannte Bischofstein in Bisztynek um, vertrieb die zurückgebliebenen Einwohner, siedelte an ihrer Stelle Polen an, unter anderem aus den von der Sowjetunion kontrollierten Gebieten östlich der Curzon-Linie, und ließ 80 % der vorhandenen Gebäude, darunter das Rathaus, zwecks Gewinnung von Ziegeln für den Wiederaufbau Warschaus abreißen. Nach zunächst eher von der Landwirtschaft geprägter Entwicklung wurden kollektivierte und staatseigene Firmen eröffnet.
Heute ist der Ort Zentrum der Gemeinde Bisztynek (Gmina Bisztynek) im Powiat Bartoszycki. Bedeutendstes Bauwerk der relativ gut erhaltenen Kleinstadt ist die Kirche St. Matthias (um 1400) mit ihrem markanten eingezogenen Barockturm.

### Demographie
| Jahr | Einwohner | Anmerkungen |
| ---- | --------- | --- |
| 1782 | 2141      | [ 4 ] |
| 1802 | 2230      | Stadt |
| 1810 | 1953      | Stadt |
| 1816 | 2106      | Stadt, davon 149 Evangelische, 1941 Katholiken und zehn Juden |
| 1818 | 2120      | [ 6 ] |
| 1821 | 2332      | Stadt, mit 405 Privatwohnhäusern und Garnhandel |
| 1831 | 2514      | [ 7 ] |
| 1858 | 3138      | davon 2746 Katholiken, 328 Evangelische und 64 Juden |
| 1864 | 3333      | am 3. Dezember |
| 1871 | 3503      | davon 330 Evangelische und 70 Juden |
| 1875 | 3472      | [ 11 ] |
| 1880 | 3471      | [ 11 ] |
| 1890 | 3232      | davon 285 Evangelische und 58 Juden |
| 1900 | 3151      | Stadt mit einer evangelischen Kirche, zwei katholischen Kirchen, einer Synagoge und einem Amtsgericht, meist katholische Einwohner                                                                            |
| 1910 | 3183      | Stadt, am 1. Dezember, davon 3181 mit deutscher Muttersprache (308 Evangelische, 2838 Katholiken, ein sonstiger Christ oder Andersgläubiger und 34 Juden) und zwei mit polnischer Muttersprache (Katholiken). |
| 1933 | 3265      | [ 11 ] |
| 1939 | 3163      | [ 11 ] |

### Bisztynek-Kolonia

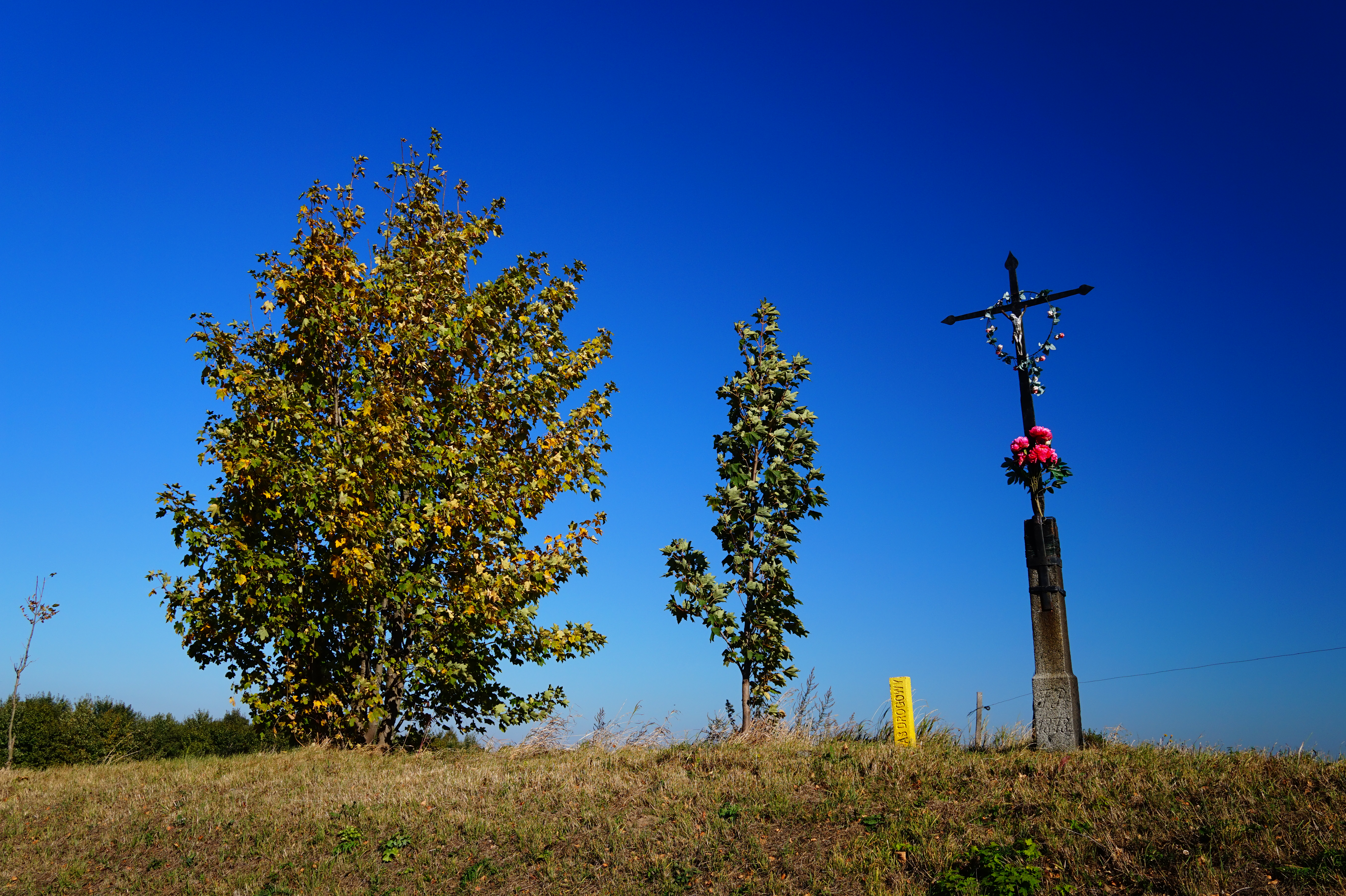
Wegekreuz in Bisztynek-Kolonia

Die weitflächige Siedlung Bisztynek-Kolonia liegt etwa zwei Kilometer nördlich der Stadt:Geographische Lage von Bisztynek-Kolonia. Die polnische Landesstraße 57 und ehemalige deutsche Reichsstraße 128 durchzieht ihr Gebiet. Über die Geschichte der Siedlungseinheit liegen keine Belege vor, auch nicht in Beantwortung der Frage, ob der Ort vor 1945 eine deutsche Namensform hatte.
Bistynek-Kolonie gilt heute als eigenständige Ortschaft mit Sitz eines Schulzenamts (polnisch Sołectwo), dem auch der Nachbarort Kokoszewo (Gerthen) zugehört. Sie ist eingebettet in die Stadt- und Landgemeinde Bisztynek (Bischofstein) im Powiat Bartoszycki (Kreis Bartenstein).

## Religion

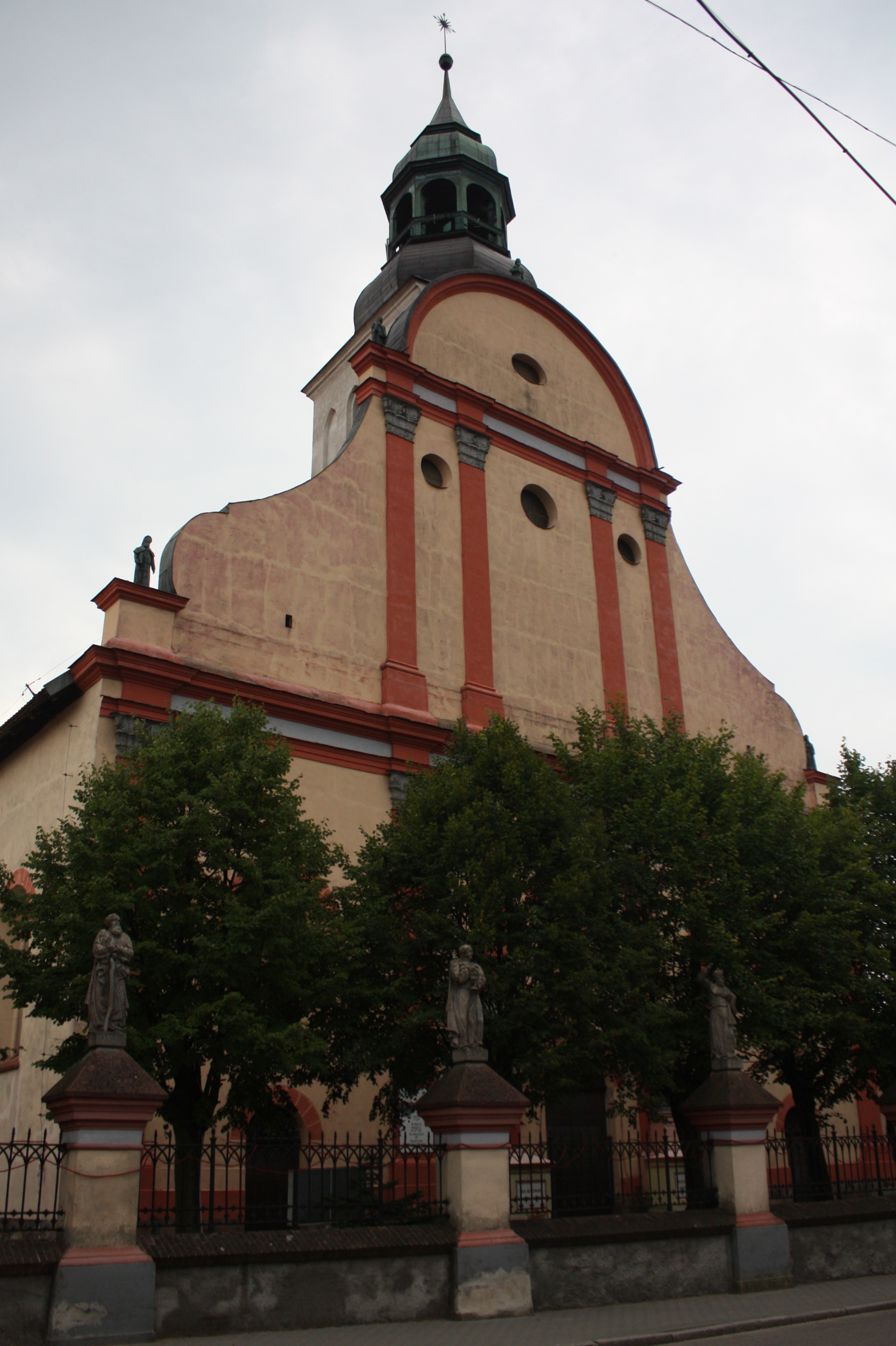
Römisch-katholische Pfarrkirche in Bisztynek

### Römisch-katholische Kirche
In Bisztynek gibt es zwei römisch-katholische Gotteshäuser:
* die in ihren Grundmauern am Ende des 13. Jahrhunderts erbaute Kirche St. Matthias und das Kostbare Blut Jesu (polnisch Kościół Macieja Apostoła i Najdroższej Krwi Pana Jezusa)
* und die St.-Michaelis-Kirche am Friedhof (Kościół św. Michała).
Die Pfarrei Bisztynek gehört zum Dekanat Reszel (Rößel) im Erzbistum Ermland.

### Evangelische Kirche

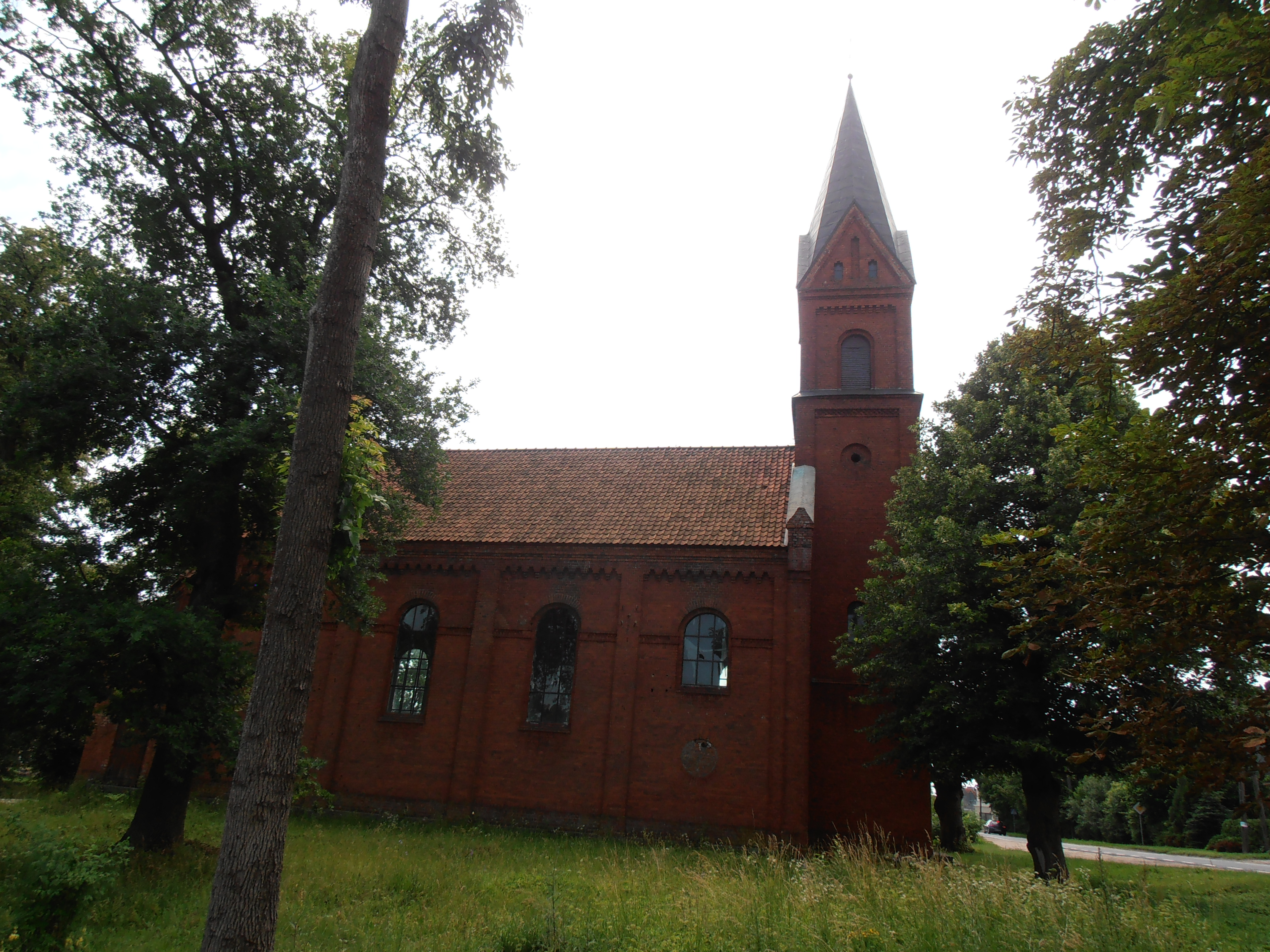
Ehemalige evangelische Kirche

Die in den Jahren 1883 bis 1888 errichtete Evangelische Kirche Bischofstein wird seit 1945 nicht mehr als Gotteshaus genutzt. Der massive Backsteinbau diente zwischenzeitlich u. a. als Möbellager und wurde 1970 ein Brandopfer. Lange Jahre war sie dann dem Verfall preisgegeben. Im Jahre 2002 nahm sich der römisch-katholische Pfarrer Stanisław Majewski des Gotteshauses an, das seitens der evangelischen Kirche an die römisch-katholische Kirche übergeben wurde. Seither wird das Bauwerk unter großen Schwierigkeiten und bei viel Zeitaufwand restauriert.
Die Stadt Bisztynek und Bisztynek-Kolonia gehören zur Pfarrei Kętrzyn (Rastenburg) mit der Filialkirche Bartoszyce (Bartenstein) in der Diözese Masuren der Evangelisch-Augsburgischen Kirche in Polen.

## Persönlichkeiten

### Mit dem Ort verbunden
- Paul Wegener (1874–1948), Theater- und Filmschauspieler, Filmregisseur, Produzent und Drehbuchautor

## Verkehr
Die Stadt ist über die Landesstraße 57 (frühere deutsche Reichsstraße 128) an das Straßennetz angebunden, außerdem über die Woiwodschaftsstraße 594 sowie über vier andere Nebenstraßen.
Eine Anbindung an den Schienenverkehr besteht nicht mehr.